# فیجی در المپیک تابستانی ۲۰۲۴
کاروان المپیکی فیجی متشکل از ۳۳ ورزشکار، یکی از کاروان‌های شرکت‌کننده در بازی‌های المپیک تابستانی ۲۰۲۴ بود که از ۲۶ ژوئیه تا ۱۱ اوت ۲۰۲۴ (۵ تا ۲۱ امرداد ۱۴۰۳ خورشیدی) به میزبانی پاریس، پایتخت فرانسه برگزار شد. از نخستین دور حضور ورزشکاران فیجی در بازی‌های المپیک تابستانی ۱۹۵۶، آنها در همه‌ی ادوار به جز دو دو دوره شرکت کرده‌اند. هیچ ورزشکاری از فیجی نتوانست شرایط حضور در المپیک ۱۹۶۴ توکیو را کسب کند. همچنین آنها با همراهی ایالات متحده در تحریم المپیک تابستانی ۱۹۸۰، در این دوره از بازی‌ها حضور نداشتند.

## مدال‌آوران
| مدال | نام | ورزش         | رویداد        | تاریخ    |
| ---- | --- | ------------ | ------------- | -------- |
| نقره | تیم ملی راگبی ۷ نفره فیجی - پونپاتی لوگانیماسی - یوسفو ماسی - جری ماتانا - سوولانی موکناکاگی - وایسئا ناکوکو - جوجی ناسوا - جوسایا رایسکه - کامینیلی راساکو - سلستینو راووتائومادا - فیلیپه سائوتوراگا - خوزوا تالاکولو - تریو تامانی - یوانه تبا - جری تووای | راگبی ۷ نفره | تورنمنت مردان | ۲۷ ژوئیه |

| مدال براساس ورزش | مدال براساس ورزش | مدال براساس ورزش | مدال براساس ورزش | مدال براساس ورزش |
| ---------------- | ---------------- | ---------------- | ---------------- | ---------------- |
| ورزش             | 1                | 2                | 3                | مجموع            |
| راگبی ۷ نفره     | ۰                | ۱                | ۰                | ۱                |
| مجموع            | ۰                | ۱                | ۰                | ۱                |

| مدال براساس جنسیت | مدال براساس جنسیت | مدال براساس جنسیت | مدال براساس جنسیت | مدال براساس جنسیت |
| ----------------- | ----------------- | ----------------- | ----------------- | ----------------- |
| جنسیت             | 1                 | 2                 | 3                 | مجموع             |
| مردان             | ۰                 | ۱                 | ۰                 | ۱                 |
| زنان              | ۰                 | ۰                 | ۰                 | ۰                 |
| مختلط             | ۰                 | ۰                 | ۰                 | ۰                 |
| کل                | ۰                 | ۱                 | ۰                 | ۱                 |

| مدال براساس تاریخ | مدال براساس تاریخ | مدال براساس تاریخ | مدال براساس تاریخ | مدال براساس تاریخ | مدال براساس تاریخ |
| ----------------- | ----------------- | ----------------- | ----------------- | ----------------- | ----------------- |
| تاریخ             | 1                 | 2                 | 3                 | کل                |                   |
| ۲۷ ژوئیه          | ۰                 | ۱                 | ۰                 | ۱                 |                   |
| کل                | ۰                 | ۱                 | ۰                 | ۱                 |                   |

## شرکت‌کنندگان
فهرست ورزش‌هایی که کاروان فیجی در آن‌ها شرکت کرد به‌شرح زیر است:
| ورزش             | مردان | زنان | مجموع |
| ---------------- | ----- | ---- | ----- |
| دو و میدانی      | ۱     | ۰    | ۱     |
| جودو             | ۱     | ۰    | ۱     |
| راگبی ۷ نفره     | ۱۲    | ۱۲   | ۲۴    |
| قایقرانی بادبانی | ۱     | ۱    | ۲     |
| شنا              | ۱     | ۱    | ۲     |
| تنیس روی میز     | ۱     | ۰    | ۱     |
| تکواندو          | ۰     | ۲    | ۲     |
| کل               | ۱۷    | ۱۶   | ۳۳    |

## دو و میدانی
یک ورزشکار سرعتی از فیجی در ماده ۱۰۰ متر موفق شد تا جواز حضور در المپیک را کسب کند.
او در دور مقدماتی این مسابقات توانست بهترین رکورد این فصل خود را به‌دست آورد اما با این حال نتوانست به مرحله بعد صعود کند.
رویداد دو
| ورزشکار     | ماده          | اولیه    | اولیه | مقدماتی     | مقدماتی     | نیمه‌نهایی   | نیمه‌نهایی   | نهایی       | نهایی       |
| ورزشکار     | ماده          | نتیجه    | رتبه  | نتیجه       | رتبه        | نتیجه       | رتبه        | نتیجه       | رتبه        |
| ----------- | ------------- | -------- | ----- | ----------- | ----------- | ----------- | ----------- | ----------- | ----------- |
| وایساکه توا | ۱۰۰ متر مردان | 10.73 SB | 7     | پیشروی نکرد | پیشروی نکرد | پیشروی نکرد | پیشروی نکرد | پیشروی نکرد | پیشروی نکرد |

## جودو
یک ورزشکار سوپر سنگین وزن از فیجی توانست با قرارگیری در رتبه بندی، استانداردهای لازم را جهت شرکت در المپیک کسب کند.
| ورزش           | ماده           | یک ۶۴ ام                  | یک ۳۲ ام    | یک ۱۶ ام    | یک‌چهارم نهایی | نیمه‌نهایی   | شانس مجدد   | نهایی/ برنز | نهایی/ برنز |
| ورزش           | ماده           | رقیب نتیجه                | رقیب نتیجه  | رقیب نتیجه  | رقیب نتیجه    | رقیب نتیجه  | رقیب نتیجه  | رقیب نتیجه  | رتبه        |
| -------------- | -------------- | ------------------------- | ----------- | ----------- | ------------- | ----------- | ----------- | ----------- | ----------- |
| جرارد تاکایاوا | +۱۰۰ ک.گ مردان | فیزل (SVK) · شکست · ۰۰–۱۰ | پیشروی نکرد | پیشروی نکرد | پیشروی نکرد   | پیشروی نکرد | پیشروی نکرد | پیشروی نکرد | پیشروی نکرد |

## راگبی ۷ نفره
تیم ملی راگبی ۷ نفره مردان فیجی با توجه به قرار گرفتن در رده سوم جام جهانی راگبی در سال ۲۰۲۳، جواز حضور در المپیک را کسب کرد.
تیم ملی راگبی ۷ نفره زنان فیجی نیز به دلیل کسب مقام سوم در مسابقات قهرمانی ۷ نفره اقیانوسیه ۲۰۲۳، به المپیک راه یافت.
| تیم        | رویداد        | مرحله گروهی              | مرحله گروهی                          | مرحله گروهی             | مرحله گروهی | یک‌چهارم‌نهایی                   | نیمه‌نهایی/ ر.ب           | نهایی/ برنز / ر.ب            | نهایی/ برنز / ر.ب |
| تیم        | رویداد        | رقیب نتیجه               | رقیب نتیجه                           | رقیب نتیجه              | رتبه        | رقیب نتیجه                     | رقیب نتیجه               | رقیب نتیجه                   | رتبه              |
| ---------- | ------------- | ------------------------ | ------------------------------------ | ----------------------- | ----------- | ------------------------------ | ------------------------ | ---------------------------- | ----------------- |
| مردان فیجی | تورنمنت مردان | اروگوئه · پیروزی · ۴۰–۱۲ | ایالات متحده آمریکا · پیروزی · ۳۸–۱۲ | فرانسه · پیروزی · ۱۹–۱۲ | ۱ Q         | جمهوری ایرلند · پیروزی · ۱۹–۱۵ | استرالیا · پیروزی · ۳۱–۷ | فرانسه · شکست · ۷–۲۸         | 2                 |
| زنان فیجی  | تورنمنت زنان  | کانادا · شکست · ۱۴–۱۷    | چین · شکست · ۱۲–۴۰                   | نیوزیلند · شکست · ۷–۳۸  | ۴           | —                              | برزیل · شکست · ۲۲–۲۸     | آفریقای جنوبی · شکست · ۱۵–۲۱ | ۱۲                |

## قایقرانی
دو قایقرانی از فیجی با توجه به نتیجه کسب شده در مسابقات قایقرانی سیدنی در استرالیا،‌ واجد شرایط شدند.
| ورزشکار         | ماده         | رقابت | رقابت | رقابت | رقابت | رقابت | رقابت | رقابت | رقابت | رقابت  | رقابت  | رقابت | رقابت | رقابت | رقابت | رقابت | رقابت | امتیاز خالص | رتبه نهایی |
| ورزشکار         | ماده         | 1     | 2     | 3     | 4     | 5     | 6     | 7     | 8     | 9      | 10     | 11    | 12    | 13    | 14    | 15    | م*    | امتیاز خالص | رتبه نهایی |
| --------------- | ------------ | ----- | ----- | ----- | ----- | ----- | ----- | ----- | ----- | ------ | ------ | ----- | ----- | ----- | ----- | ----- | ----- | ----------- | ---------- |
| ویلیام راتیولوی | ILCA 7 مردان | ۴۳    | ۴۳    | ۴۱    | ۴۱    | ۴۲    | ۴۲    | ۳۲    | ۴۲    | لغو شد | لغو شد | —     | —     | —     | —     | —     | حذف   | ۲۸۳         | ۴۳         |
| سوفیا مورگان    | ILCA 6 زنان  | ۳۳    | ۲۸    | ۲۰    | ۳۸    | ۴۰    | ۳۸    | ۳۳    | ۳۸    | ۲۹     | لغو شد | —     | —     | —     | —     | —     | حذف   | ۲۵۷         | ۳۷         |

## شنا
| ورزشکار           | رویداد            | مقدماتی | مقدماتی | نیمه‌نهایی   | نیمه‌نهایی   | نهایی       | نهایی       |
| ورزشکار           | رویداد            | زمان    | رتبه    | زمان        | رتبه        | زمان        | رتبه        |
| ----------------- | ----------------- | ------- | ------- | ----------- | ----------- | ----------- | ----------- |
| داوید یونگ        | ۵۰ متر آزاد مردان | ۲۲٫۷۱   | ۴۰      | پیشروی نکرد | پیشروی نکرد | پیشروی نکرد | پیشروی نکرد |
| آناهیرا مک‌کوتچئون | ۵۰ متر آزاد زنان  | ۲۶٫۸۸   | ۳۷      | پیشروی نکرد | پیشروی نکرد | پیشروی نکرد | پیشروی نکرد |

## تنیس روی میز
یک ورزشکار تنیس روی میز از فیجی، با توجه به روش جایگزینی ورزشکاران انصراف داده‌ی اقیانوسیه به مسابقات راه یافت.
| ورزشکار | رویداد        | مقدماتی    | یک ۳۲ ام                 | یک ۱۶ ام    | یک هشتم‌نهایی | یک چهارم‌نهایی | نیمه‌نهایی   | نهایی / برنز | نهایی / برنز |
| ورزشکار | رویداد        | رقیب نتیجه | رقیب نتیجه               | رقیب نتیجه  | رقیب نتیجه   | رقیب نتیجه    | رقیب نتیجه  | رقیب نتیجه   | رتبه         |
| ------- | ------------- | ---------- | ------------------------ | ----------- | ------------ | ------------- | ----------- | ------------ | ------------ |
| ویکی وو | انفرادی مردان | استراحت    | پیچفورد (GBR) · شکست ۰–۴ | پیشروی نکرد | پیشروی نکرد  | پیشروی نکرد   | پیشروی نکرد | پیشروی نکرد  | پیشروی نکرد  |

## تکواندو
برای نخستین‌بار در تاریخ فیجی، دو ورزشکار برای رقابت در رشته تکواندو واجد شرایط شدند. ونیز تریل پس از پیروزی در مسابقه مدال طلا در وزن خود به بازی ها راه یافت. در همین حال، لولوهیا ناووگا نایتاسی، با تخصیص سهمیه ویژه اقیانوسیه در مسابقات مقدماتی اقیانوسیه ۲۰۲۴ در هونیارا، جزایر سلیمان، به بازی‌ها راه یافت.
| ورزشکار                | ماده         | دور یک‌شانزدهم           | یک‌چهارم نهایی | نیمه‌نهایی   | شانس مجدد   | نهایی/ برنز | نهایی/ برنز |
| ورزشکار                | ماده         | رقیب نتیجه              | رقیب نتیجه    | رقیب نتیجه  | رقیب نتیجه  | رقیب نتیجه  | رتبه        |
| ---------------------- | ------------ | ----------------------- | ------------- | ----------- | ----------- | ----------- | ----------- |
| لولوهه‌آ ناووگا نایتاسی | –۶۷ ک.گ زنان | الصادق (JOR) · شکست ۰–۲ | پیشروی نکرد   | پیشروی نکرد | پیشروی نکرد | پیشروی نکرد | پیشروی نکرد |
| ونیز تریل              | +۶۷ ک.گ زنان | مک‌گوان (GBR) · شکست ۰–۲ | پیشروی نکرد   | پیشروی نکرد | پیشروی نکرد | پیشروی نکرد | پیشروی نکرد |